# Hillbilly Jim
Jim Morris (Louisville (Kentucky), 5 juli 1952), beter bekend als Hillbilly Jim, is een Amerikaans voormalig professioneel worstelaar die vooral bekend is van zijn tijd bij World Wrestling Federation.
Voordat Morris op WWF verscheen als Hillbilly Jim, in 1985, worstelde hij voor Continental Wrestling Association als Harley Davidson. Tijdens zijn periode bij WWF was hij samen met André the Giant, Big John Studd, King Kong Bundy en Uncle Elmer een van de grotere worstelaars in die periode. In tag-teamverband worstelde hij vaak met Uncle Elmer en soms nog een 'neefje' erbij, zoals Cousin Junior of Cousin Luke (de Hillbilly's). Zijn laatste grote wedstrijd bij de WWF, was tijdens een aflevering van Saturday Night's Main Event op 28 april 1990, waarbij Earthquake de wedstrijd won. In december 1995 keerde tijdelijk terug als gastscheidsrechter en een maand later werd hij manager van Henry O. en Phineas I. Godwinn. In de lente van 1997 werd hij geen manager meer van Godwinn en verliet daarna de WWF. In de voorbije decennia verscheen hij meestal op de "WrestleMania Fan Axxess"-tournee van WrestleMania XX, WrestleMania 21, WrestleMania 22 en WrestleMania 23.

## In het worstelen
- Finishers
  - Bearhug
  - Running leg drop

- Signature moves
  - Big boot

- Opkomstnummers
  - "Don't Go Messin" with a Country Boy